# Kamala (hindouisme)
Kamala est une déesse de l'hindouisme faisant partie des Dasha Mahavidya (les « dix grandes sagesses »). Elle est proche de Lakshmi dans sa représentation et ses fonctions. Vêtue de rouge, elle est entourée par des éléphants.